# Italian Baseball League 2014
L'Italian Baseball League 2014 è stata la 67ª edizione del massimo campionato italiano di baseball, l'ottava con la denominazione IBL e la quinta con il sistema a franchigie.
Il torneo è iniziato il 4 aprile 2014 e si è concluso il 30 agosto 2014.

## Formula
La prima fase è composta da un girone di andata, un intergirone in cui si sfidano le squadre dell'altro gruppo, e un girone di ritorno. Le due migliori classificate di ciascun gruppo accedono alla seconda fase semifinale, anch'essa con la formula a girone. Anche in questo caso, le prime due classificate del gruppo passano alla fase successiva, ovvero le finali scudetto.

## Squadre
- Città di Nettuno
- Godo Knights
- Lino's Coffee Parma
- Nettuno 2
- Rimini Baseball
- T&A San Marino
- Tommasin Padova
- UnipolSai Bologna

## Manager
| Club                | Manager          |
| ------------------- | ---------------- |
| Città di Nettuno    | Claudio Scerrato |
| Godo Knights        | Daniele Fuzzi    |
| Lino's Coffee Parma | Orlando Muñoz    |
| Nettuno 2           | Guglielmo Trinci |
| Rimini Baseball     | Chris Catanoso   |
| T&A San Marino      | Doriano Bindi    |
| Tommasin Padova     | Khelyn Smith     |
| UnipolSai Bologna   | Marco Nanni      |

## Risultati

### Prima fase

#### Regular season
| Prima giornata |                     |              |
| 4-5 aprile     |                     | 23-24 maggio |
| 1-5, 7-5       | Padova - San Marino | 7-11, 0-5    |
| 0-6, 0-11      | Godo - Bologna      | 0-9, 0-3     |
| 3-0, 4-8       | Rimini - Nettuno    | 3-1, 9-1     |
| 6-2, 3-6       | Parma - Nettuno 2   | 10-0, 2-0    |

| Seconda giornata |                     |              |
| 11-12 aprile     |                     | 30-31 maggio |
| 1-0, 2-5         | Bologna - Padova    | 8-2, 5-0     |
| 3-2, 2-12        | Godo - San Marino   | 0-10, 5-4    |
| 0-1, 3-7         | Nettuno 2 - Nettuno | 8-2, 2-5     |
| 0-7, 5-4         | Parma - Rimini      | 5-0, 1-4     |

| Terza giornata |                      |            |
| 18-19 aprile   |                      | 6-7 giugno |
| 0-2, 7-9       | San Marino - Bologna | 4-1, 7-6   |
| 2-3, 1-4       | Padova - Godo        | 5-6, 12-4  |
| 13-0, 6-1      | Rimini - Nettuno 2   | 5-0, 1-2   |
| 1-8, 4-3       | Nettuno - Parma      | 2-1, 4-3   |

#### Intergirone
| Prima giornata |                    |              |
|                |                    | 25-26 aprile |
|                | Padova - Nettuno 2 | 2-1, 4-3     |
|                | Godo - Nettuno     | 0-7, 2-1     |
|                | Parma - San Marino | 12-0, 3-6    |
|                | Rimini - Bologna   | 2-3, 3-8     |

| Quarta giornata |                      |              |
|                 |                      | 16-17 maggio |
|                 | Parma - Padova       | 6-1, 3-0     |
|                 | San Marino - Nettuno | 7-1, 4-2     |
|                 | Rimini - Godo        | 10-9, 7-3    |
|                 | Bologna - Nettuno 2  | 1-0, 8-2     |

| Seconda giornata |                     |            |
|                  |                     | 2-3 maggio |
|                  | Nettuno 2 - Godo    | 2-3, 7-0   |
|                  | Nettuno - Padova    | 5-4, 6-8   |
|                  | Bologna - Parma     | 4-3, 6-4   |
|                  | San Marino - Rimini | 2-3, 15-5  |

| Terza giornata |                        |             |
|                |                        | 9-10 maggio |
|                | Padova - Rimini        | 13-3, 0-12  |
|                | Nettuno 2 - San Marino | 0-11, 0-8   |
|                | Godo - Parma           | 1-2, 3-8    |
|                | Nettuno - Bologna      | 0-1, 1-6    |

#### Classifiche prima fase
|    | Classifica girone A | PG | PV | PP | PCT  | PD   |
| -- | ------------------- | -- | -- | -- | ---- | ---- |
| 1. | UnipolSai Bologna   | 20 | 17 | 3  | .850 | 0.0  |
| 2. | T&A San Marino      | 20 | 13 | 7  | .650 | 4.0  |
| 3. | Tommasin Padova     | 20 | 7  | 13 | .350 | 10.0 |
| 4. | Godo Knights        | 20 | 7  | 13 | .350 | 10.0 |

### Seconda fase
Bologna, grazie alle vittorie ottenute, conquista in anticipo la qualificazione alla serie finale.

Il restante posto disponibile rimane incerto fino all'ultima partita: Rimini perde in casa contro i bolognesi per via di un fuoricampo incassato all'ultimo inning, ma la formazione neroarancio conquista ugualmente la finale poiché San Marino è beffato a Parma (sconfitta anch'essa arrivata all'ultimo inning) contro una squadra già matematicamente eliminata.
| Prima/quinta giornata |                     |                    |
| 12-13-15 giugno       |                     | 24-25-26-27 luglio |
| 0-2, 2-9, 10-13       | Parma - Bologna     | 1-2, 2-4, 0-8      |
| 2-7, 2-1, 5-4         | San Marino - Rimini | 13-7, 0-8, 5-1     |

| Seconda/sesta giornata |                    |                        |
| 26-27-28 giugno        |                    | 31 luglio - 1-2 agosto |
| 2-1, 8-4, 0-2          | San Marino - Parma | 5-0, 3-1, 4-5          |
| 0-5, 1-7, 13-0         | Bologna - Rimini   | 0-1, 1-7, 3-2          |

| Terza/quarta giornata |                      |                 |
| 3-4-5 luglio          |                      | 17-18-19 luglio |
| 1-6, 1-0, 5-4         | Rimini - Parma       | 8-7, 1-5, 5-4   |
| 1-0, 14-7, 4-7        | Bologna - San Marino | 2-0, 8-7, 12-2  |

#### Classifica seconda fase
|    | Classifica seconda fase | PG | PV | PP | PCT  | PD  |
| -- | ----------------------- | -- | -- | -- | ---- | --- |
| 1. | UnipolSai Bologna       | 18 | 13 | 5  | .722 | 0.0 |
| 2. | Rimini Baseball         | 18 | 10 | 8  | .556 | 3.0 |
| 3. | T&A San Marino          | 18 | 9  | 9  | .500 | 4.0 |
| 4. | Lino's Coffee Parma     | 18 | 4  | 14 | .222 | 9.0 |

### Italian Baseball Series
La UnipolSai Bologna vince il suo nono scudetto dopo sette partite, rimontando nelle serie, vincendo le ultime due partite e festeggiando il titolo davanti ai propri tifosi.

#### Risultati

##### Gara 1
| Bologna 15 agosto 2014, ore 20:30 Gara 1 | UnipolSai Bologna | 5 – 6 referto             | Rimini Baseball | Stadio Gianni Falchi |
| \| \| \| \| \| Vaglio, Infante, Rodríguez \| Doppi \| Romero \| \| Oeltjen \| Tripli \| \| \| Liverziani al 1º da 2 punti \| Fuoricampo \| Zileri all'11º da 1 punto \| |                   |                           |                 |                      |
| |                   |                           |                 |                      |
| Vaglio, Infante, Rodríguez | Doppi             | Romero                    |                 |                      |
| Oeltjen | Tripli            |                           |                 |                      |
| Liverziani al 1º da 2 punti | Fuoricampo        | Zileri all'11º da 1 punto |                 |                      |

##### Gara 2
| Bologna 16 agosto 2014, ore 20:30 Gara 2                                       | UnipolSai Bologna | 7 – 3 referto     | Rimini Baseball | Stadio Gianni Falchi |
| \| \| \| \| \| Liverziani, Oeltjen, Sabbatani \| Doppi \| Salazar, Chiarini \| |                   |                   |                 |                      |
|                                                                                |                   |                   |                 |                      |
| Liverziani, Oeltjen, Sabbatani                                                 | Doppi             | Salazar, Chiarini |                 |                      |

##### Gara 3
| Rimini 21 agosto 2014, ore 20:30 Gara 3                                               | Rimini Baseball | 3 – 2 referto | UnipolSai Bologna | Stadio dei Pirati |
| \| \| \| \| \| \| Doppi \| Vaglio \| \| Mazzanti al 2º da 1 punto \| Fuoricampo \| \| |                 |               |                   |                   |
|                                                                                       |                 |               |                   |                   |
|                                                                                       | Doppi           | Vaglio        |                   |                   |
| Mazzanti al 2º da 1 punto                                                             | Fuoricampo      |               |                   |                   |

##### Gara 4
| Rimini 22 agosto 2014, ore 20:30 Gara 4 | Rimini Baseball | 7 – 12 referto          | UnipolSai Bologna | Stadio dei Pirati |
| \| \| \| \| \| Zileri, Romero, Gómez \| Doppi \| Rodríguez (2), Malengo \| \| Chiarini \| Tripli \| \| \| Mazzanti al 5º da 1 punto \| Fuoricampo \| Vaglio al 3º da 3 punti \| |                 |                         |                   |                   |
| |                 |                         |                   |                   |
| Zileri, Romero, Gómez | Doppi           | Rodríguez (2), Malengo  |                   |                   |
| Chiarini | Tripli          |                         |                   |                   |
| Mazzanti al 5º da 1 punto | Fuoricampo      | Vaglio al 3º da 3 punti |                   |                   |

##### Gara 5
| Rimini 23 agosto 2014, ore 20:30 Gara 5                    | Rimini Baseball | 4 – 0 referto | UnipolSai Bologna | Stadio dei Pirati |
| \| \| \| \| \| Romero al 5º da 3 punti \| Fuoricampo \| \| |                 |               |                   |                   |
|                                                            |                 |               |                   |                   |
| Romero al 5º da 3 punti                                    | Fuoricampo      |               |                   |                   |

##### Gara 6
| Bologna 29 agosto 2014, ore 20:30 Gara 6                                                          | UnipolSai Bologna | 8 – 1 referto             | Rimini Baseball | Stadio Gianni Falchi |
| \| \| \| \| \| Rodríguez, Malengo \| Doppi \| \| \| \| Fuoricampo \| Mazzanti al 9º da 1 punto \| |                   |                           |                 |                      |
|                                                                                                   |                   |                           |                 |                      |
| Rodríguez, Malengo                                                                                | Doppi             |                           |                 |                      |
|                                                                                                   | Fuoricampo        | Mazzanti al 9º da 1 punto |                 |                      |

##### Gara 7
La UnipolSai Bologna si aggiudica la "bella" davanti ad un Gianni Falchi gremito grazie ad una grande prova sul monte di lancio di Raúl Rivero. Il lanciatore venezuelano infatti lancia una shutout completa, mettendo a segno ben 12 strikeout e lasciando all'attacco del Rimini solo due battute valide. Le prestazioni durante la serie di finale del ricevitore Guillermo Rodríguez (.379 in media battuta con 4 doppi e un fuoricampo) gli valgono il titolo di MVP.
| Bologna 30 agosto 2014, ore 20:30 Gara 7                                                                            | UnipolSai Bologna | 4 – 0 referto | Rimini Baseball | Stadio Gianni Falchi |
| \| \| \| \| \| Infante \| Doppi \| \| \| Grimaudo \| Tripli \| \| \| Rodríguez al 3º da 1 punto \| Fuoricampo \| \| |                   |               |                 |                      |
| |                   |               |                 |                      |
| Infante | Doppi             |               |                 |                      |
| Grimaudo | Tripli            |               |                 |                      |
| Rodríguez al 3º da 1 punto                                                                                          | Fuoricampo        |               |                 |                      |

## Verdetti
- Campione d'Italia:   UnipolSai Bologna
- In finale di Coppa Italia:  Rimini Baseball